# Maranhão (1941–2007)
Maranhão, właśc. José Ribamar Celestino (ur. 22 listopada 1941 w São Paulo, zm. 22 sierpnia 2007 w Vista Alegre) – piłkarz brazylijski, występujący na pozycji pomocnika.

## Kariera klubowa
W czasie kariery piłkarskiej Maranhão grał w CR Vasco da Gama.

## Kariera reprezentacyjna
W 1960 roku Maranhão uczestniczył w Igrzyskach Olimpijskich w Rzymie. Na turnieju Wanderley wystąpił tylko w meczu grupowym reprezentacji Brazylii z Tajwanem.
W 1959 roku uczestniczył w Igrzyskach Panamerykańskich, na których Brazylia zajęła drugie miejsce.